# Сети-Сидадиш
Се́ти-Сида́диш (порт. Lagoa das Sete Cidades) — двойное озеро на острове Сан-Мигел, Азорские острова. Состоит из двух малых озёр, соединённых небольшим проливом. Это самый крупный водоём на острове.

## Легенда
Название Сете-Сидадеш в переводе с португальского означает «Семь городов». Это название закрепилось за регионом из-за легенды, существовавшей в Португалии в далёком XIII веке о том, что спасаясь от нашествия арабов, семь благочестивых епископов вместе со своими сокровищами уплыли на запад, в Атлантический океан, где достигли острова и основали семь поселений.
Легенда повествует, что в месте, где сейчас расположена деревня Сети-Сидадиш, находилось королевство, где жила принцесса Антилия, имевшая прекрасные голубые глаза. Однажды во время прогулки, принцесса влюбилась в зеленоглазого пастуха, который играл на флейте. Шли дни, молодые встречались возле одного и того же старого дерева, и всё больше влюблялись друг в друга.
Король, который хотел выдать свою дочь замуж за принца из соседнего царства, узнал о любви Антилии и запретил ей видеться с пастухом. Отчаявшись, принцесса попросила о последней встрече в том же самом месте.
Влюблённые плакали и кричали, они пришли в такое уныние, что их слезами наполнились два озера: Лагоа-Азул («Голубое озеро») — из слёз принцессы, Лагоа-Верди («Зелёное озеро») — из слёз пастуха.

## География
Сети-Сидадиш находится в кратере стратовулкана Сети-Сидадиш. Озеро состоит из двух лагун — Лагоа-Верди и Лагоа-Азул, которые образуют очень красивые пейзажи. Стратовулкан образовался в результате нескольких чередующихся фаз взрывного и экспансивного выбросов.
Максимальная глубина 33 м, длина 4,2 км, ширина 2 км, площадь 19,3 км². Вокруг озера расположены сельскохозяйственные и дикие поля в окружении красивых скал.
Гидрология озера Сете-Сидадеш такова, что внешне оно выглядит как два отдельных водоёма, и это особенно подчёркивает пролегающий через озеро мост. Однако это единый водоём, состоящий из двух частей — прозванных в народе Зелёным и Синим озером — в каждом из них вода окрашена в соответствующий цвет.

## Деятельность человека
В середине XX века уничтожение лесных массивов и превращения их в луга и пастбища привело к тому, что значительно увеличился сток минеральных удобрений в воду.. Отсутствие канализации до недавнего времени оказывало давление на экосистему, в результате чего началось обильное развитие водорослей в водоёмах. В 1987 году было проведено насыщение водоёма биогенными элементами.
Резкое увеличение количества цианобактерий не наблюдалось с 2000 года. Вода непригодна для питья, но озеро используется для рекреации и виндсёрфинга.
Качество воды улучшилось с 2000 года, однако цветение цианобактерий негативно повлияло на ситуацию в Сети-Сидадише. Таким образом, региональное правительство приступило к новому рассмотрению территориальной ситуации внутри кратера.

## Галерея

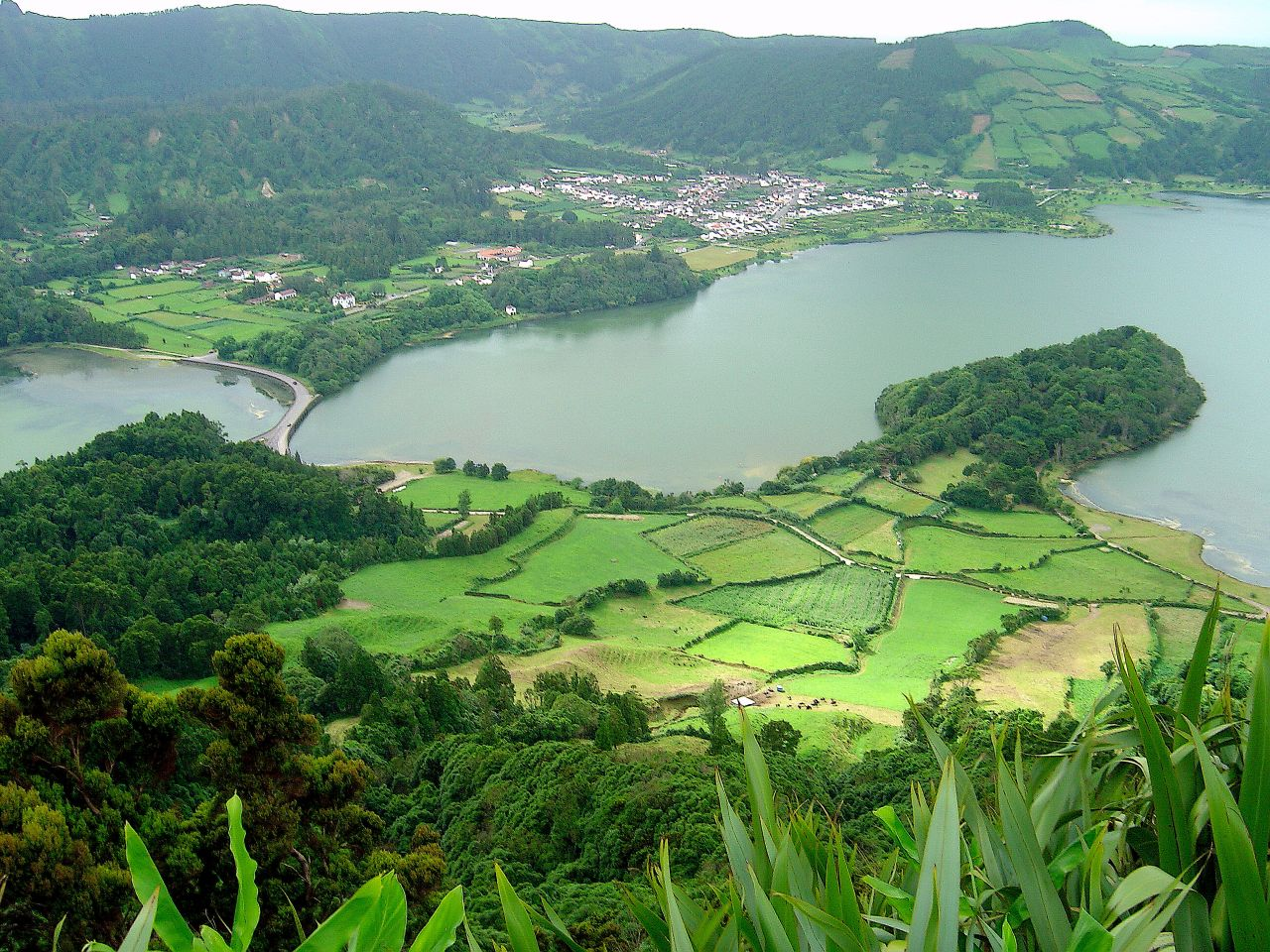
Вид на кальдеру с озером
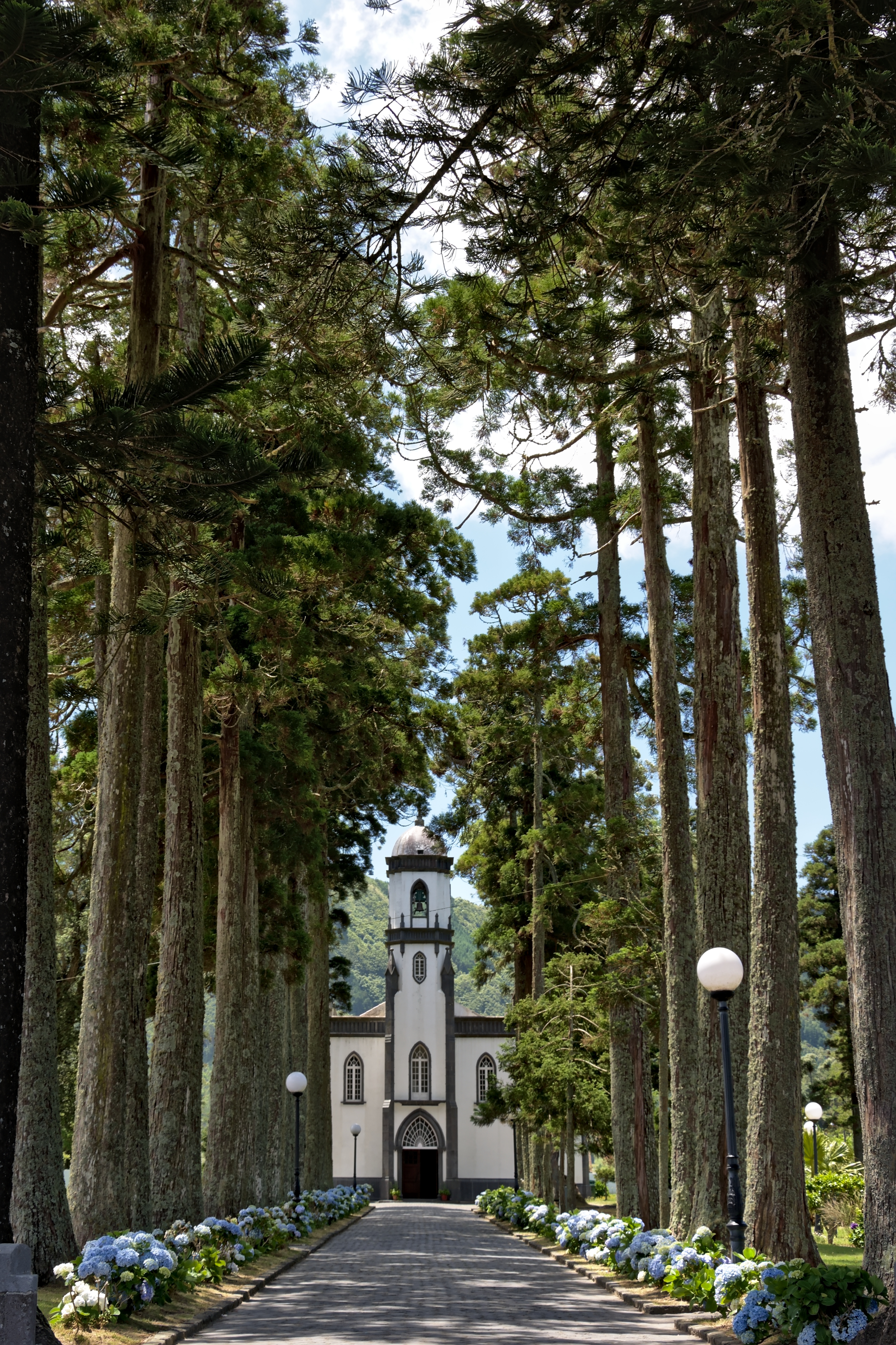
Церковь святого Николая
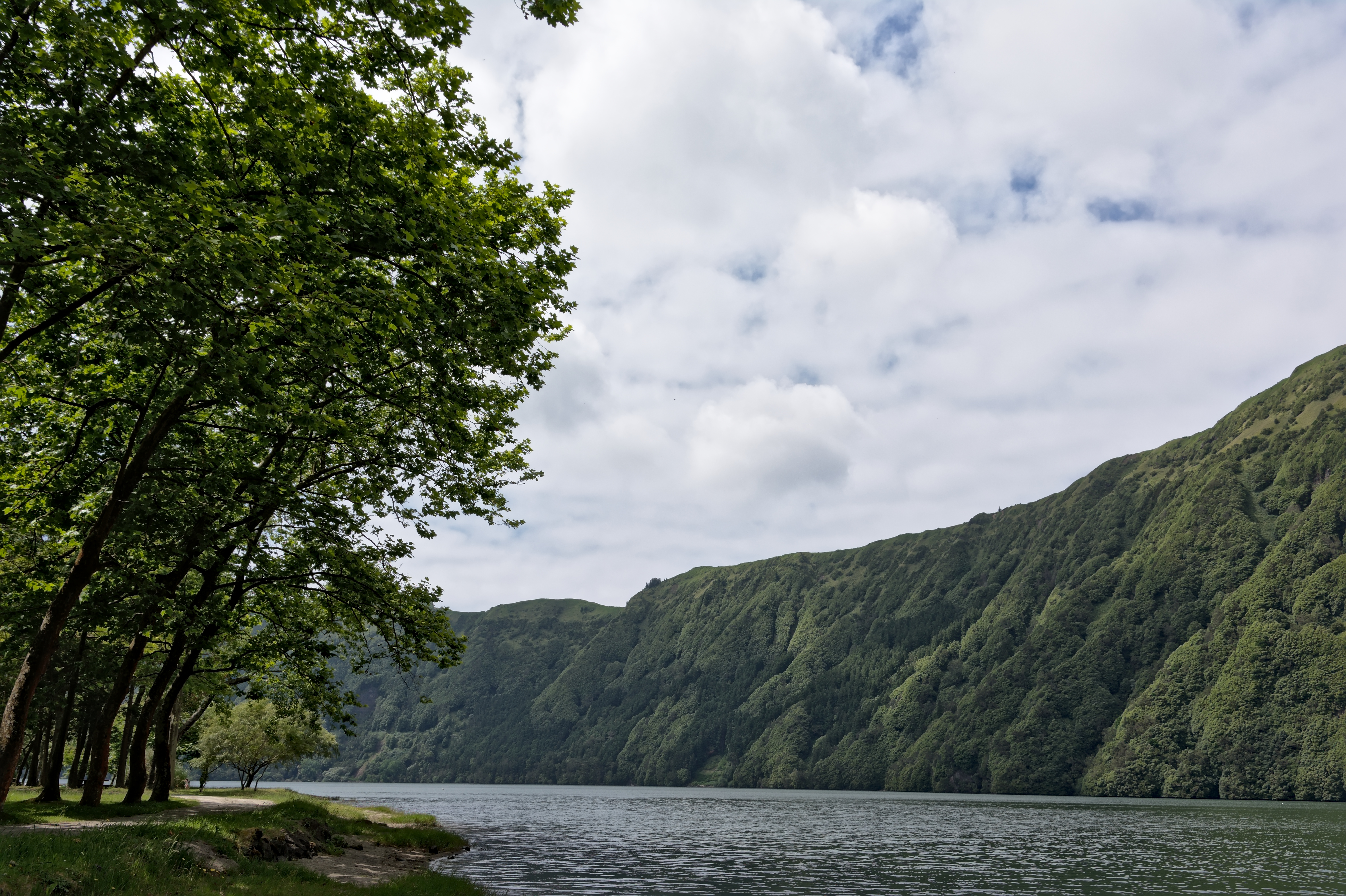
Края кальдеры укреплены посадками деревьев
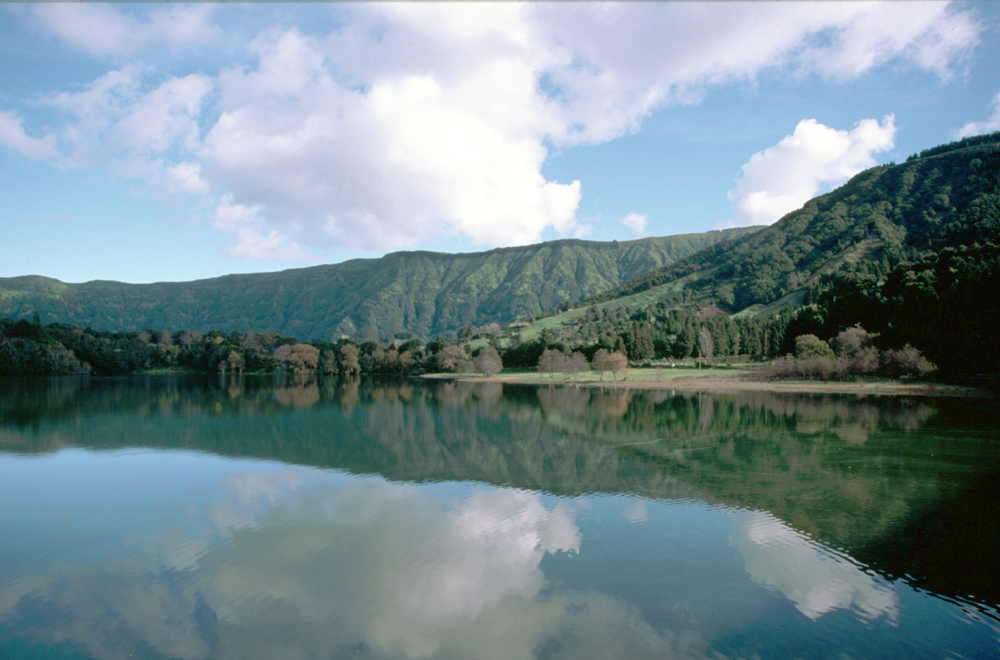
Вид с моста, разделяющего озеро
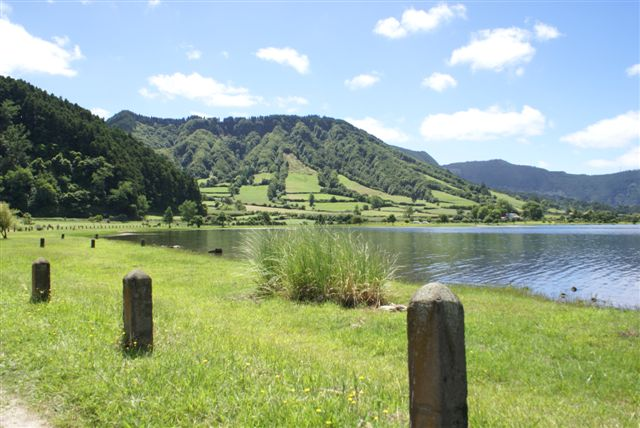
Один из нескольких куполов внутри кальдеры
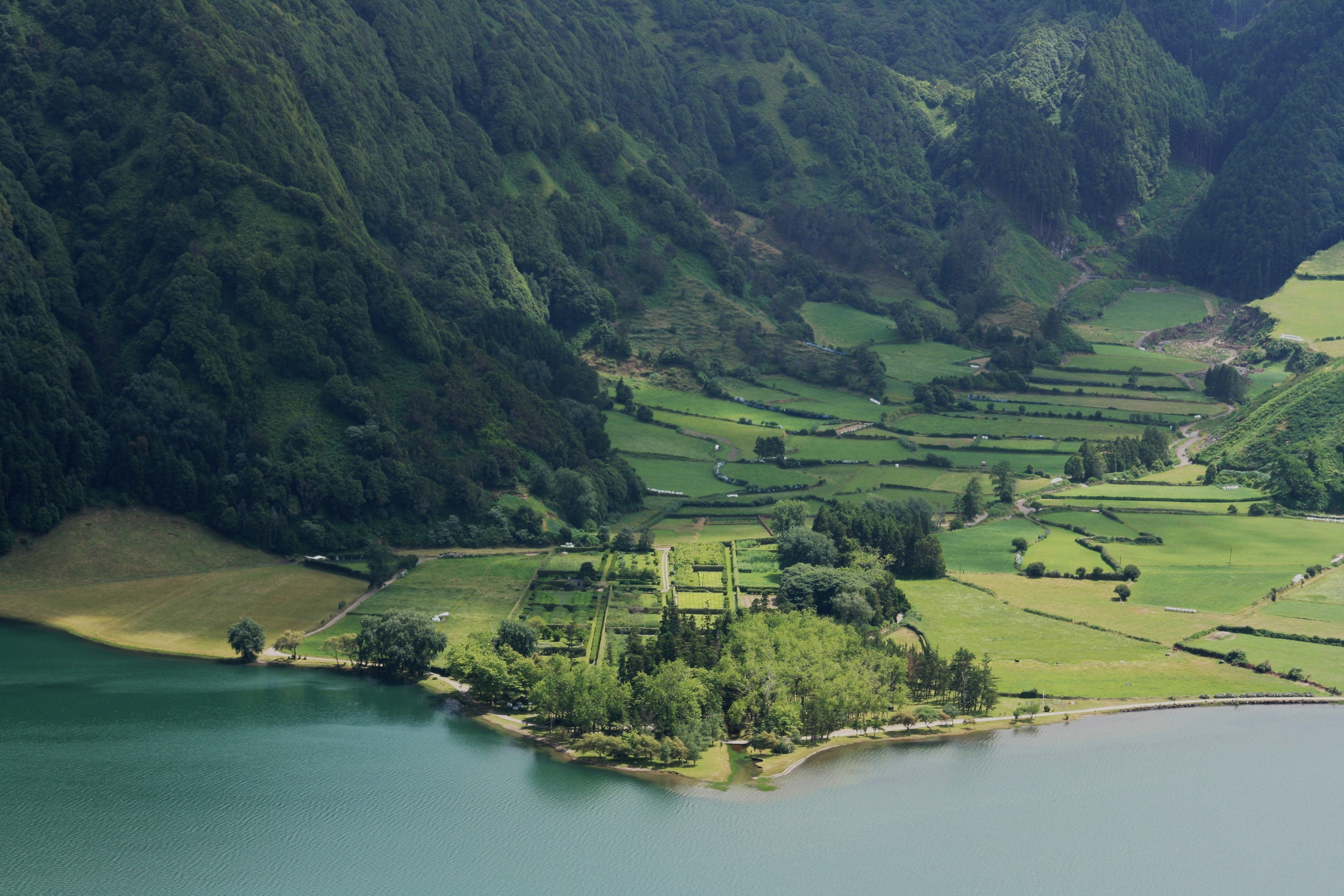
Кальдера используется под сельскохозяйственные нужды